# Сив-Кладенец
Сив-Кладенец (болг. Сив кладенец) — село в Болгарии, у границы с Грецией. Находится в Хасковской области, входит в общину Ивайловград. Население по последней переписи — 4 человека (2021).

## Описание
Сейчас в селе осталось около двух десятков домов, многие из которых полуразрушены. Также в руинированном состоянии находится церковь св. Димитра, имеются планы по её восстановлению. Была четырёхклассная школа.

## История
Изначально село называлось Гёкче-Бунар, оно отошло к Болгарии в результате Первой Балканской войны. По переписи 1920 года село принадлежало общине Мандрица околии Орта-Кёй округа Мастанли, в нём было 89 зданий и 92 домохозяйства. Среди жителей 8 человек составляли беженцы и эмигранты. По переписи 1926 года в селе той же общины было 108 зданий и 107 домохозяйств, беженцев уже не было.
С 14 августа 1934 года — село Висок-Бунар, а с 7 декабря того же года — село Сив-Кладенец общины Мандрица Ивайловградской околии Старозагорской области, в котором по переписи 1934 года было 107 домохозяйств в 114 жилых зданиях.
С 1949 года — в составе Хасковского округа. В 1959 году околии были ликвидированы, и община вошла в состав Кырджалийского округа. С декабря 1978 года село в общине Ивайловград, с 1987 года — в Хасковской области.

## Население
| 1920 | 1926 | 1934 | 1946 | 1956 | 1965 | 1975 | 1985 | 1992 | 2001 | 2011 | 2021 |
| ---- | ---- | ---- | ---- | ---- | ---- | ---- | ---- | ---- | ---- | ---- | ---- |
| 423  | 486  | 518  | 511  | 392  | 183  | 73   | 42   | 10   | 7    | 2    | 4    |

По переписи 2021 года в селе проживало 4 человека: 2 мужчины (возрастом 55—59 лет и 60—64 года) и 2 женщины (возрастом 55—59 лет и старше 85 лет), по переписи 2011 года — 2 человека (мужчина возрастом 35—39 лет и женщина возрастом 75—79 лет).

## Политическая ситуация
Сив-Кладенец подчиняется непосредственно общине и не имеет своего кмета.
Кмет (мэр) общины Ивайловград — Диана Овчарова (ГЕРБ).